# حقوق الإنسان في بولندا
حقوق الإنسان في بولندا منصوص عليها في الفصل الثاني من دستورها المبرم عام 1997. بولندا طرف في العديد من الاتفاقيات الدولية المتعلقة بحقوق الإنسان، من بينها الاتفاقية الأوروبية لحقوق الإنسان، والإعلان العالمي لحقوق الإنسان، واتفاقية هلسنكي، والعهد الدولي الخاص بالحقوق المدنية والسياسية، والعهد الدولي الخاص بالحقوق الاقتصادية والاجتماعية والثقافية، واتفاقية حقوق الطفل.
لا تُحترم حقوق الإنسان في بولندا دائمًا في الحياة العملية. منذ عام 1959 وحتى عام 2019، قضت المحكمة الأوروبية لحقوق الإنسان بأن بولندا انتهكت حقوق الإنسان في 989 قضية. في عام 2021 صنفت الرابطة الدولية لمجتمع الميم (منظمة أوروبية) بولندا في المرتبة الأدنى في الاتحاد الأوروبي لحماية حقوق مجتمع الميم للعام الثاني على التوالي.

## حقوق الإنسان في القانون البولندي

### دستور جمهورية بولندا
يحدد الدستور البولندي مجموعة متنوعة من حقوق الإنسان والمواطن. يحتوي الفصل الثاني من الدستور المعنون «حريات وحقوق والتزامات الأشخاص والمواطنين» على العديد من المواد التي تتناول حقوق الإنسان في بولندا. من بين الحريات والحقوق الدستورية:
المادة 14 -حرية الصحافة وغيرها من وسائل التواصل الاجتماعي.
المادة 21 -حماية الملكية وحق الإرث.
المادة 25 -المساواة في الحقوق بين الكنائس والمنظمات الدينية.
المادة 31:
1. الحماية القانونية لحرية الفرد.
2. احترام حريات وحقوق الآخرين.

المادة 32:
1. الجميع متساوون أمام القانون، وحق المساواة في المعاملة من قبل السلطات العامة.
2. لا تمييز في الحياة السياسية أو الاجتماعية أو الاقتصادية لأي سبب من الأسباب.

المادة 33 -المساواة في الحقوق بين المواطنين البولنديين في الحياة الأسرية والسياسية والاجتماعية والاقتصادية.
المادة 34- للمواطن البولندي الحق في عدم فقدان جنسيته.
المادة 35 -حرية المحافظة على اللغة والعادات وتنميتها.
المادة 36-تحمي الدولة البولندية مواطنيها أثناء إقامتهم خارجها.
المادة 38 -الحق في الحماية القانونية لحياة كل إنسان.
المادة 39 -عدم الخضوع للتجارب العلمية بغير الموافقة الطوعية.
المادة 40 -عدم التعرض للتعذيب أو المعاملة أو العقوبة القاسية أو اللاإنسانية أو المهينة.
المادة 41 -الحق في الحصانة الشخصية والأمن والحرية.
المادة 42 -حق الدفاع.
المادة 45 -الحق في محاكمة عادلة وعلنية أمام محكمة مختصة ومحايدة ومستقلة.
المادة 47 -الحق في الحماية القانونية للحياة الخاصة والعائلية.
المادة 48 -حق الوالدين في تربية أطفالهم وفقًا لمعتقداتهما.
المادة 50 -الحق في حرمة المسكن.
المادة 51 -الحق في عدم الإفصاح عن المعلومات الشخصية.
المادة 52 -حرية التنقل واختيار محل الإقامة.
المادة 53 -حرية العقيدة والدين.
المادة 54 -حرية التعبير عن الرأي.
المادة 56 -حق اللجوء في جمهورية بولندا.
المادة 57 -حرية التجمع السلمي والمشاركة.
المادة 58 -حرية تكوين الجمعيات.
المادة 60 -الحق في تقلد الوظائف العامة على أساس مبدأ المساواة.
المادة 61 -الحق في الحصول على معلومات عن أنشطة السلطات العامة.
المادة 62 -حق التصويت للمواطنين البولنديين الذين بلغوا 18 عامًا.
المادة 63 -حق تقديم الالتماسات والاقتراحات والشكاوى للصالح العام.
المادة 65 -حرية اختيار ومزاولة المهنة.
المادة 66 -الحق في ظروف عمل آمنة وصحية.
المادة 67 -الحق في الضمان الاجتماعي.
المادة 68 -الحق في الوقاية الصحية.
المادة 70 -الحق في التعليم.
المادة 72-الحق في حماية حق الطفل.
المادة 73 -حرية الإبداع الفني.
المادة 80 -الحق في التقدم بطلب إلى مفوض حقوق المواطنين للحصول على المساعدة في حماية الحريات أو الحقوق التي تنتهكها أجهزة السلطة العامة.

## حرية التعبير
تُقيد حرية التعبير في بولندا من خلال العديد من القوانين، والتي تحظر الكلام الذي يعتبر إهانة للرموز الوطنية لبولندا أو الرئيس. هناك أيضًا قوانين ضد الإساءة إلى المشاعر الدينية وإهانة الآثار. في عام 2019 ألقي القبض على ناشطة مجتمع الميم، إليزبيثا بودلشنا، لإنشاء وعرض لوحة مادونا قوس قزح المقتبسة عن لوحة مادونا السوداء من تشيستوخوفا.
في عام 2017 أثارت منظمة العفو الدولية مخاوف بشأن حرية التجمع في بولندا، قائلة إن «السلطات تستخدم تقنيات مثل المراقبة والمضايقة والملاحقة القضائية لتفريق ومنع الاحتجاجات الجماهيرية». ذكرت أيضًا أن «السلطات غالبًا ما تعطي الأفضلية للمظاهرات الموالية للحكومة والقومية على الأنواع الأخرى من التجمعات».

## حقوق المرأة

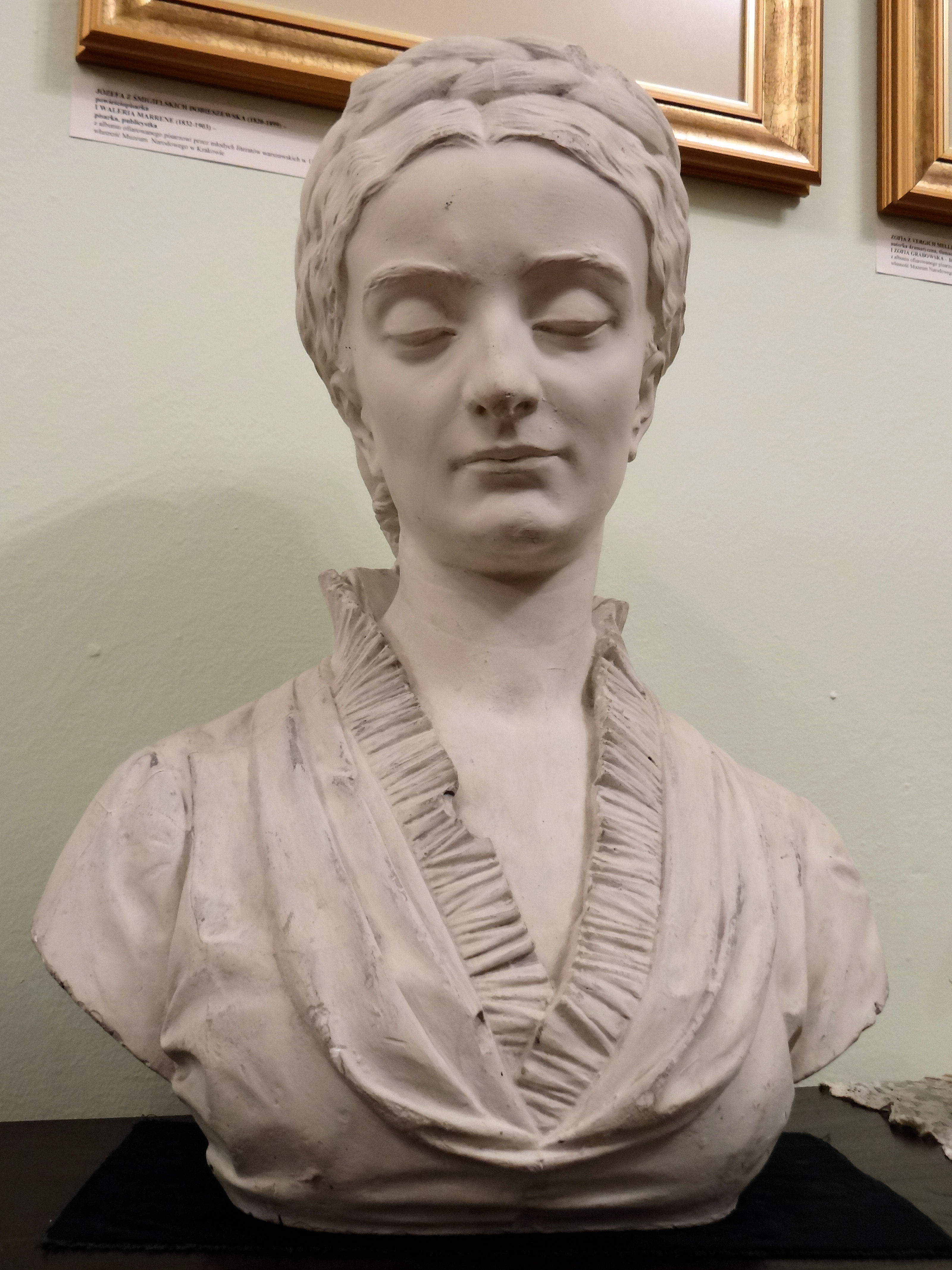
قصر عائلة كراشافيسكي في رومانوف - قاعة المعارض

### تاريخ النسوية
بدأت الحركة النسوية في بولندا في القرن التاسع عشر في عصر التقسيمات الأجنبية التي تميزت بالإساءة الجسيمة للسلطة وخاصة من قبل الروس، مما أثر على حقوق المرأة أيضًا. ومع ذلك وقبل التقسيم الأخير في عام 1795، سُمح للنساء دافعات الضرائب بالمشاركة في الحياة السياسية. سجن الروس نارسيزا زمهوسكا التي أسست مجموعة للناشطات في حق تصويت المرأة في عام 1842 لمدة ثلاث سنوات. منذ عام 1918، بعد عودة الاستقلال، كان بإمكان جميع النساء التصويت. كانت بولندا الدولة الخامسة عشرة (الثانية عشرة ذات السيادة) التي تقدم حق الاقتراع العام للمرأة. ومع ذلك، هناك عدد من القضايا المتعلقة بالمرأة في بولندا الحديثة مثل حقوق الإجهاض (المسموح به رسميًا فقط في ظروف خاصة) و«السقف الزجاجي».

### العنف ضد المرأة
وفقًا لتقرير عام 2011 الصادر عن موقع TheNews.pl الإلكتروني الذي تديره الإذاعة البولندية، يعتبر واحد من كل خمسة مستجيبين العنف المنزلي مشكلة. ثمانية وثلاثون في المئة من البولنديين يعرفون عائلة واحدة على الأقل يحدث فيها العنف الجسدي، وزعم سبعة في المئة أنهم يعرفون عائلة واحدة على الأقل وقع فيها العنف الجنسي، وذلك وفقًا لمسح أجراه مركز الأبحاث إس إم جي كيه آر سي في نوفمبر نيابة عن وزارة العمل والسياسة الاجتماعية. كشف الاستطلاع أن 27 في المئة من المستجيبين كانوا مترددين في التصرف ضد المعتدين الظاهريين خوفًا من تحول العنف إليهم، بينما شعر 17 في المئة أن إثارة الأمر سيؤدي إلى تفاقم مشكلة الضحية الأولى. رأى واحد من كل أربعة ممن شملهم الاستطلاع أنه لا يوجد التزام على الجيران أو المعارف بالتصرف عندما إخطارهم بالعنف المنزلي، فباعتقادهم أنه من الصعب الحكم على الطرف الذي هو على حق. صرح 43 بالمئة ممن شملهم الاستطلاع أن التدخل في شؤون الأسرة مسموح به فقط عندما يطلب شخص ما المساعدة، وقال 14 بالمئة ممن كانوا طرفًا ثالثًا أنه لا جدوى من الإبلاغ عن مثل هذه الحالة، لأن الضحية ستنسحب حتمًا من الإجراءات القانونية. قال نحو 13 بالمئة إن مثل هذه الإساءات هي شأن عائلي خاص. في الوقت نفسه، قال 16% إن هناك مواقف يكون فيها العنف داخل المنزل مبررًا. يدعي نحو 26 بالمئة من البولنديين أنهم كانوا ضحايا للعنف الجسدي.
الاغتصاب غير قانوني، ويعاقب عليه بالسجن لمدة تصل إلى 12 عامًا (بما في ذلك الاغتصاب الزوجي). لا يُبلغ عن التحرش الجنسي بسبب الآراء المجتمعية. في يناير 2014 أدخِل إصلاح لتبسيط الإجراءات وكذلك لجعلها جريمة جنائية تلاحقها الدولة، وليس فعل اتهام خاص. من الصعب جدًا إجراء عملية إجهاض في بولندا بالوسائل الرسمية.
في مجال العمل، ونظرًا للتصورات السائدة لدور المرأة، فإن البطالة بين النساء مرتفعة.
في 29 أكتوبر 2020 حثت منظمة العفو الدولية المدافعة عن الحقوق المدنية السلطات في بولندا على حماية المتظاهرين السلميين الذين يتظاهرون ضد قيود الإجهاض، من المضايقات والهجمات العنيفة التي يرتكبها المتظاهرون المناهضون. وفقًا للمنظمة، واجه المتظاهرون استخدامًا مفرطًا للقوة من قبل ضباط الشرطة، واعتقلوا تعسفيًا دون السماح لهم بمقابلة محامين في الماضي.